# Браббинс, Мартин
Мартин Чарльз Браббинс (англ. Brabbins Martyn; род. 13 августа 1959) — британский дирижер. Музыкальный руководитель Английской национальной оперы. Выпускник Санкт-Петербургской консерватории имени Н. А. Римского-Корсакова.

## Биография
Родился 13 августа 1959 года в многодетной семье. Четвёртый из пяти детей в семье, он научился сначала играть на духовом инструменте эуфониуме, затем на тромбоне. В юности играл в духовом оркестре музыкальной студии Тостер. Позже изучал композицию в университете Голдсмитс. Дирижирование изучал в Санкт-Петербургской консерватории имени Н. А. Римского-Корсакова у педагога, создателя ленинградской дирижёрской школы, Народного артиста РСФСР Ильи Мусина (1903/1904 — 1999).
Музыкальное сообщество обратило внимание на Мартина Чарльза Браббинса, когда он в 1988 году завоевал первую премиею на конкурсе дирижёров в Лидсе. Как дирижёр, он работал в разных музыкальных коллективах. С 1994 по 2005 год был заместителем главного дирижёра Шотландского симфонического оркестра BBC. В настоящее время он является одним из постоянных дирижёров BBC.
С 2009 по 2015 год был главным приглашенным дирижёром Королевского Фламандского филармонического оркестра. В 2012—2016 году занимал должность главного дирижёра симфонического оркестра Нагойи. С 2005 по 2007 год был художественным руководителем Международного музыкального фестиваля в Чилтенхеме. Во время пребывания в Челтнеме создал новый ансамбль. В Лидсе создал новую серию камерной музыки под названием «Music in Transition».
Сегодня он является одним из самых заметных британских дирижёров, обладателем многочисленных международных наград, в том числе Gramophone Award.
За пределами Великобритании Браббинс в 2009 году стал главным приглашенным дирижёром Королевского филармонического оркестра Фландрии.
С 2016 года является музыкальным руководителем Английской национальной оперы. Контракт заключен до 2020 года.
Женат на Карен (урожденная Эванс). Пара поженилась в 1985 году, имеет троих детей.